# 阮永立
阮永立，清朝政治人物。陝西山陽縣人。
咸丰十一年（1861年）辛酉科拔贡，光緒元年（1875年）乙亥恩科陝西鄉試第一名舉人（解元）。拣选知县。

### 書目
- （清）法式善等，《清秘述聞三種》，中華書局，清代史料筆記叢刊，ISBN：ISBN 7101017428。